# كايدو ساكس
كايدو ساكس (بالإستونية: Kaido Saks)‏ مواليد 24 يوليو 1986 في إستونيا، هو لاعب كرة سلة إستوني. بدأ مسيرته الاحترافية في سنة 2005. يحمل الرقم 11. يبلغ طوله 6 قدم 9 بوصة (2.1 م). لعب مع نادي جامعة تالين للتقنية لكرة السلة وراكفيره تارفاس.

## روابط خارجية
- كايدو ساكس على موقع الاتحاد الدولي لكرة السلة (الإنجليزية)
- كايدو ساكس على موقع كرة السلة الأوروبية.كوم (الإنجليزية)
- كايدو ساكس على موقع ريلجم (الإنجليزية)
- كايدو ساكس على موقع بروبوليرز (الإنجليزية)